# 稲田進
稲田 進（いなだ すすむ、1977年（昭和52年）2月24日 - ）は日本のフラメンコダンサー。広島県出身。

## 経歴
11歳からフラメンコを始め、16歳でプロとしてデビュー。
1996年、母と共に『スペイン居酒屋バル』をオープンし、シェフとして働く傍ら、店のショーで踊り、一躍話題を集めた。
1999年より幾度も渡西し、ペドロ・コルドバ、ドミンゴ・オルテガ、ラファエル・カンパージョ、ハイロ・デ・モロン、ヘスス・アギレラ、ファルキート、ファルー、オルーコ、他多数に師事。現在は東京を中心に、全国各地でライブ出演やクルシージョを開催。稲田進フラメンコ教室、スタジオセンティードの主宰を務め、後進の指導にも力を注いでいる。また、コンクールでは、毎年多くの入賞者を輩出し続けている。
- 2005年 第3回CAFフラメンココンクール　ファイナリスト
- 2007年 第16回フラメンコ協会新人公演 奨励賞受賞
- 2013年 京都府立文化芸術会館にて京都公演「間」（KFH主催）
- 2015年 第24回新人公演ルネサンス21 群舞部門　内圧と間舞踊団(稲田進フラメンコ教室) 奨励賞受賞

## 出演

### 主な公演
- 2012年 ソロリサイタル　EL FLAMENCO（エルフラメンコ）
- 2013年 KFH主催　京都公演「間」　京都府立文化芸術会館

### メディア出演
- ハケンの品格
- パセオフラメンコ　2013年5月号,7月号,10月号　2015年6月号,8月号,12月号　2017年2月号,4月号　2019年10月号、2020年7月号
- Latido　2012年12月号
- Farruca